# Peyrens
Peyrens – miejscowość i gmina we Francji, w regionie Oksytania, w departamencie Aude.
Według danych na rok 1990 gminę zamieszkiwało 301 osób, a gęstość zaludnienia wynosiła 63 osoby/km² (wśród 1545 gmin Langwedocji-Roussillon Peyrens plasuje się na 626. miejscu pod względem liczby ludności, natomiast pod względem powierzchni na miejscu 1021.).